# Иди и смотри
«Иди и смотри» (бел. Iдзi i глядзi) — советский двухсерийный художественный фильм, поставленный режиссёром Элемом Климовым в жанре военной драмы по сценарию, написанному им совместно с Алесем Адамовичем. Производство киностудий «Мосфильм» и «Беларусьфильм». Действие разворачивается на территории Белорусской ССР в 1943 году. В центре сюжета — белорусский мальчик, который становится свидетелем ужасов нацистской карательной акции, в течение двух дней превращаясь из жизнерадостного подростка в седого старика. 
Вышедший в прокат в 1985 году к сорокалетию Победы в Великой Отечественной войне фильм был отмечен наградами на нескольких крупных кинофестивалях и занял шестое место в советском кинопрокате 1986 года: его просмотрели 29,8 млн зрителей. По результатам опроса читателей журнала «Советский экран» был признан лучшим фильмом 1986 года, а впоследствии укрепился в рейтингах лучших фильмов различных изданий.

## Сюжет
Беларусь, лето 1943 года. Деревенский подросток Флёра (уменьшительное от Флориан) Гайшун с приятелем ищут на месте боёв оружие и патроны, чтобы уйти в партизаны. Флёра откапывает самозарядную винтовку и, несмотря на протест матери, уходит в партизанский отряд. Там он знакомится с девушкой Глашей. Отряд уходит на боевое задание, но Флёру и Глашу не берут из-за их возраста, и Флёра, обидевшись, решает уйти из отряда. Спустя некоторое время немцы начинают контрпартизанскую операцию. Место расположения отряда подвергается бомбардировке, на него высаживается немецкий десант. Чудом уцелев, Флёра и Глаша вынуждены бежать из леса. Вернувшись в родную деревню Флёры, они никого там не застают. В своей хате Флёра находит в печи ещё не остывший суп. Решив, что жители спрятались на острове посреди болота, Флёра с Глашей бегут из деревни. При этом Флёра, в отличие от Глаши, не замечает, что под стеной его дома лежат недавно расстрелянные жители деревни. Добравшись через болото на остров, Глаша говорит Флёре, что его мать и две малолетние сёстры-близняшки убиты. Он не верит в это и пытается её утопить. Появляется проводник, который их разнимает и провожает на остров к группе жителей, спасшихся от немцев. Решив, что его уход в партизаны стал причиной гибели родных, Флёра совершает попытку самоубийства, но жители спасают его. Крестьяне по очереди плюют в чучело Гитлера. В это время женщины стригут обессиленного Флёру ножом, а состриженные волосы по народному обычаю закапывают в землю.
Трое вооружённых односельчан вместе с Флёрой уходят на поиски продовольствия для оставшихся на острове мирных жителей. Взятое с собой чучело Гитлера они устанавливают на перекрёстке. Не заметив предупреждающий щит, двое крестьян подрываются на минах. Под ночь Флёра с напарником по кличке Рубеж приходят на окраину деревни и отбирают у вышедшего «до ветру» полицая корову. Мучимые голодом, они доят её в открытом поле, но попадают под обстрел немцев. Рубеж и корова погибают. Измождённый подросток засыпает прямо у трупа животного. Поутру он пытается отобрать у местного крестьянина подводу, чтобы доставить тушу партизанам. В это время в поле из автомашин высаживается немецкий карательный отряд. Крестьянин предлагает Флёре спрятать винтовку и обмундирование в сене и отправиться с ним в деревню Переходы под видом его родственника.
Каратели входят в деревню Переходы и после «проверки документов», издеваясь над местными жителями, сгоняют их в большой амбар. Офицер СС, заглянув внутрь, разрешает выйти взрослым без детей, но никто не выходит. В окно вылезает Флёра, постаревший от страха, а за ним — молодая мать с маленьким ребёнком. Немцы с хохотом отнимают у неё ребёнка и через окно забрасывают его обратно в амбар, а саму девушку за волосы оттаскивают мимо лающих овчарок в сторону. Немцы и коллаборационисты грубо потешаются над местными жителями, катают по кругу мотоцикл с привязанным к нему трупом убитого партизана, а затем забрасывают амбар гранатами и бутылками с зажигательной смесью. Расстреляв из разных видов оружия охваченный пламенем амбар, каратели огнемётами поджигают дома. Обессилевший от пережитого ужаса, истощённый морально и физически, Флёра теряет сознание и падает, уткнувшись лицом в песок. Уходя из горящей деревни, каратели со словами «Оставляем тебя на развод, бабуля! Ты нам ещё нарожаешь!» ставят посреди дороги кровать с немощной старухой.
Очнувшись, Флёра слышит взрывы и автоматные очереди. Он идёт на звуки и обнаруживает, что в лесу палачи попали в засаду партизан. Отыскав в поле свою винтовку, он возвращается к мосту, где встречается с партизанским отрядом. Там же он видит выжившую девушку из села, которую жестоко изнасиловали каратели, оставив ей куртку и воткнув в рот свисток. Взяв канистру бензина из брошенного немецкого мотоцикла, подросток идёт под мост на место суда над пленными карателями. Партизаны собираются расстрелять их, но каратели, среди которых много коллаборационистов, начинают оправдываться и просить о пощаде. Лишь эсэсовец-фанатик заявляет через переводчика: «Вас не должно быть. Не все народы имеют право на будущее. Низшие расы плодят заразу коммунизма. Вас не должно быть. И миссия будет исполнена. Сегодня или завтра».
По знаку командира Флёра подаёт немецкому переводчику канистру с бензином, и тот в надежде спасти себя поливает им кричащих пленных. Но, не выдержав отвратительной сцены, одна из женщин начинает стрелять по ним из ППШ, и к ней тут же присоединяются остальные партизаны. После этого житель сожжённой деревни бросает уже бесполезный факел в лужу, и все молча расходятся.
Партизаны уходят в лес. Измученный, седой и постаревший Флёра находит чуть поодаль от места суда портрет Гитлера с надписью «Гітлер асвабадзіцель» и начинает исступлённо и со всей яростью в него стрелять. Сцена сопровождается нарезкой кинохроники ключевых событий становления, развития и последствий немецкого национал-социализма, идущей в обратном хронологическом порядке: концлагеря — начало Второй мировой войны — приход нацистов к власти — Пивной путч и беспорядки в Веймарской республике — Первая мировая война и так далее. Звучит музыка — нацистские марши и фрагменты из произведений Рихарда Вагнера. Флёра всё это время стреляет, пока на экране не появляется младенческий портрет Гитлера с матерью, выстрелить в который он не находит в себе сил.
Финальная сцена — подросток с лицом старика, искажённым ужасом и болью, догоняет уходящий отряд и вместе с товарищами-партизанами уходит в заснеженный лес под реквием Моцарта.

## В ролях
| Актёр                 | Роль                                                                |
| --------------------- | ------------------------------------------------------------------- |
| Алексей Кравченко     | Флёра (Флориан) Гайшун                                              |
| Ольга Миронова        | Глаша                                                               |
| Любомирас Лауцявичюс  | Косач, командир партизанского отряда (озвучивает Валерий Кравченко) |
| Владас Багдонас       | партизан по прозвищу «Рубеж»                                        |
| Юри Лумисте           | оберштурмфюрер, нацист-фанатик                                      |
| Виктор Лоренц         | Вальтер Штайн штурмбаннфюрер, командир карательного отряда          |
| Евгений Тиличеев      | Гежель, коллаборант-переводчик                                      |
| Александр Берда       | начштаба партизанского отряда                                       |
| Василий Домрачев      | маленький полицай в каске                                           |
| Евгений Крыжановский  | партизан в очках                                                    |
| Анатолий Сливников    | партизан, переодетый в немецкого жандарма                           |
| Татьяна Шестакова     | мать Флёры                                                          |
| Александра Ровенских  | немка в автомобиле, позже умирающая в лесу                          |
| Валентин Мишаткин     | полицай на крыше сарая                                              |
| Игорь Гневашев        | Янкель, еврей                                                       |
| Пётр Меркурьев        | партизан в шлемофоне и очках                                        |
| Светлана Зеленковская | девочка (нет в титрах)                                              |

## Историческая основа
Мы обязаны истреблять население, это входит в нашу миссию охраны германского населения. Нам придётся развить технику обезлюживания… Если я посылаю цвет германской нации в пекло войны, без малейшей жалости проливая драгоценную немецкую кровь, то, без сомнения, я имею право уничтожить миллионы людей низшей расы, которые размножаются, как черви.
Нацистская расовая доктрина включала идею, что славяне являются представителями «низшей расы», потомками «арийцев» и «азиатских рас» (включая «финскую расу»), выродившимися до состояния «недочеловеков» в результате расового смешения и влияния азиатской крови. При этом русские и восточнославянские народы могли рассматриваться как наиболее расово выродившиеся среди славян, сохранив лишь несущественные «капли арийской крови». Нацистский расовый теоретик Ханс Гюнтер рассматривал русских как результат смешения нордической расы с восточно-балтийской и с восточными финнами при сильном преобладании двух последних. Одним из ведущих теоретиков расовых исследований в нацистской Германии был Эгон Фрайхерр фон Эйкштедт, автор книги «Расовые основы немецкого народа» (1934). В 1938 году его ассистентка Ильзе Швидецки опубликовала под его редакцией книгу «Расоведение древних славян». Основной идеей книги было то, что праславяне принадлежали к нордической расе, однако к настоящему времени славяне утеряли нордический компонент, почти целиком подавленный в результате смешения с другими расами. По её мнению, «денордизация» восточных славян связана с «восточноевропеоидной» расой, тип которой им передали древние восточно-финские племена.
С 1940 года германскими правительственными структурами разрабатывался Генеральный план Ост, предполагавший опустошение завоёванных территорий на востоке. Авторы плана рассчитывали уничтожить или переселить в Сибирь три четверти населения Беларуси, а территорию республики использовать для выращивания нужных, но непригодных в пищу растений, например, кок-сагыза. «Инструкция об особых областях к директиве № 21 (план „Барбаросса“)», указа о военном судопроизводстве, «12 заповедей поведения немцев на востоке и их обращение с русскими» и другие директивы Гитлера освобождали солдат вермахта от ответственности за преступления и возводили террор по отношению к гражданскому населению в ранг государственной политики.
По данным мемориального комплекса Хатынь, в Беларуси было проведено более 140 крупных карательных операций, в ходе которых коренное население уничтожалось, угонялось в лагеря или на принудительные работы в Германию. За три года оккупации жертвами нацистской политики геноцида и «выжженной земли» в Беларуси стали 2 230 000 человек, то есть каждый четвёртый житель. В результате карательных операций было уничтожено 628 населённых пунктов. Из них 186 так и не были восстановлены, так как были убиты все их жители.
В ответ на зверства оккупантов стали формироваться партизанские отряды. К концу 1941 года в рядах партизан сражались 12 000 человек в 230 отрядах. Численность белорусских партизан к концу войны превышала 374 тысячи человек. Они были объединены в 1255 отрядов, из которых 997 входили в состав 213 бригад и полков, а 258 отрядов действовали самостоятельно.
22 марта 1943 года два взвода 1-й роты 118-го полицейского охранного батальона попали в засаду, организованную партизанским отрядом «Мститель». В ходе боя были убиты трое и ранены несколько карателей, в их числе Ганс Вёльке. Для преследования партизан была вызвана помощь: из Логойска прибыла часть зондербатальона «Дирлевангер», а из деревни Плещеницы — часть 118-го украинского полицейского охранного батальона. Каратели расстреляли 26 жителей деревни Козыри, которых заподозрили в содействии партизанам, и в тот же день ворвались в деревню Хатынь. После кратковременного боя партизаны отступили под давлением превосходящих сил противника. Каратели не стали их преследовать, а учинили расправу над жителями Хатыни. В огне погибло 149 человек, включая 75 детей. Название деревни впоследствии стало символом нацистских преступлений, и именно этот эпизод войны, по словам режиссёра фильма, Элема Климова, подтолкнул его к созданию «Иди и смотри»:
Я тогда задумался: а ведь про Хатынь в мире не знают! Про Катынь, про расстрел польских офицеров знают. А про Белоруссию — нет. Хотя там ведь было сожжено более 600 деревень! И я решил снять фильм об этой трагедии.

## Создание фильма

### Сценарий
Родом из Сталинграда, Элем Климов в детстве стал свидетелем немецких бомбардировок города. Особое впечатление на будущего режиссёра произвела ночная эвакуация по Волге, когда среди разрывов бомб он увидел, как полыхает растянувшийся на много километров вдоль берега Сталинград. Сильные детские впечатления от пережитого остались у Климова навсегда, и он считал своим долгом снять фильм о том периоде истории.
Помимо детских воспоминаний, были и другие причины. По словам режиссёра, «холодная война» оказывала чрезвычайное психологическое давление, и мысль о возможном развязывании третьей мировой войны «буквально ощущалась физически». В связи с этим лично он очень хотел успеть осуществить свою давнюю мечту. Кроме того, Климов был недоволен своим предыдущим фильмом «Агония», считая, что не справился с задачей показать сверхсложное человеческое состояние, и хотел реабилитироваться в собственных глазах.
Тот, кто забывает своё прошлое, обречён пережить его снова.
Начав поиски материала, связанного и с прошлой, и с возможной грядущей войной, Климов наткнулся на «Хатынскую повесть» белорусского писателя Алеся Адамовича, о котором до этого не слышал. Режиссёр оценил талант автора, сумевшего впечатляюще передать кошмары оккупации и геноцида в годы войны, и познакомившись с Адамовичем, предложил ему совместную работу. Впрочем, по словам Климова, фильм не стал экранизацией повести: книга была «отправным импульсом» и использовалась лишь в качестве основы. В сценарий также вошли отдельные мотивы из романа Адамовича «Партизаны» и его документально-философской притчи «Каратели». Но главным источником стала книга «Я из огненной деревни…», написанная Адамовичем совместно с белорусскими коллегами Янкой Брылем и Владимиром Колесником. В отличие от художественных произведений Адамовича, книга «Я из огненной деревни» состояла из документальных свидетельств людей, переживших нацистский геноцид в Беларуси. Содержание произвело на Климова неизгладимое впечатление, и впоследствии он вспоминал:
Никогда не забуду лицо, глаза одного крестьянина, его тихий-тихий рассказ о том, как всю их деревню загнали в церковь и перед сожжением офицер из зондеркоманды предложил: «Кто без детей, выходи». И он не выдержал, вышел, оставив внутри жену и маленьких детишек… Как сожгли, например, другую деревню: взрослых всех согнали в амбар, а детей оставили. А потом, пьяные, окружили их с овчарками и позволили собакам рвать детей.
Сценарий фильма назывался «Убейте Гитлера». Название было задумано в глобальном смысле — как призыв убить дьявольское начало, в первую очередь, в себе. Режиссёр понимал, что это будет очень жестокий фильм, и полагал, что вряд ли кто-нибудь сможет его смотреть. Сказав об этому Адамовичу, Климов в ответ услышал: «Пусть не смотрят. Мы должны это оставить после себя. Как свидетельство войны, как мольбу о мире».
В 1987 году киносценарий вышел отдельной книгой в серии «Библиотека кинодраматургии».

### Первая попытка
Ещё в начале своей карьеры Элем Климов получил репутацию режиссёра, не склонного к компромиссам с цензорами. Выход каждого его фильма сопровождался значительными трудностями, так как творческие приёмы и идеи режиссёра не устраивали Госкино. Например, одну из его первых короткометражных работ («Жиних») пришлось отстаивать именитому композитору Микаэлу Таривердиеву: Госкино не одобряло использование в качестве музыкального сопровождения фрагмента из балета Прокофьева «Ромео и Джульетта». В результате ректор ВГИКа упорно препятствовал запуску на «Мосфильме» его дипломного фильма «Добро пожаловать, или Посторонним вход воспрещён», сочтя эту работу «антисоветской», так как изображённый в ней пионерлагерь вызывал невыгодные ассоциации с государством. Эта и остальные картины Климова выходили с длительными проволочками и нередко — малым количеством копий или вообще «оказывались на полке». Но работа над «Иди и смотри» далась ему труднее всего.
Съёмки фильма предполагалось начать в 1977 году при поддержке «Мосфильма» на киностудии «Беларусьфильм», на которой было снято немало фильмов о партизанах Великой Отечественной войны. Была собрана съёмочная группа, шли поиски натуры и отбор актёров. На роль Флёры был назначен 15-летний подросток родом из Сибири, сумевший на пробах передать сложнейшие состояния своего героя. Работа над картиной шла полным ходом, её поддерживал первый секретарь ЦК Компартии Белорусской ССР Пётр Машеров. Сам бывший командир партизанского отряда, Герой Советского Союза, он вместе с режиссёром облетел на вертолёте республику, показывая и рассказывая, где и как воевали белорусы. Но позже Машеров заболел и уехал на лечение в Москву, после чего Климов столкнулся с сильным сопротивлением чиновников Госкино. По словам главного редактора сценарно-редакционной коллегии Госкино СССР Даля Орлова, после прочтения литературного, а потом и режиссёрского сценария вырисовывался фильм не о подвигах, а «с одной стороны, гитлеровском изуверстве и, с другой стороны, о партизанах, которые показаны грязными, предельно убогими, зачастую лишившимися человеческого облика». В интервью, опубликованном в 1988 году в журнале «Огонёк», Элем Климов рассказывал о тихой «кабинетной» атаке на сценарий:
Парень и девушка, герои фильма, пробираются через топкое болото — «пропаганда эстетики грязи»; нога деревенского старосты наступает на муравейник — «унижающее уподобление нашего народа муравьям»; немецкая пуля убивает на ночном поле корову — «натурализм, смакование»; далее: «где размах партизанского движения, почему позволили сжечь деревню?»
По воспоминаниям Даля Орлова, две сцены вызвали принципиальные замечания: сцена гонки вокруг большого лесного болота и выстрел Флёры в портрет маленького Гитлера на руках матери. По замыслу режиссёра, первая сцена должна была показать бессмысленность любой войны, где противоположные силы страдают в равной степени. На вопрос, почему надо сострадать немцам, которые с оружием пришли на чужую землю, убили, сожгли, уничтожили стольких людей на белорусской земле, в той же степени, что и партизанам, защищающим своё отечество, когда решался вопрос «быть или не быть», режиссёр отвечал, что «маленький конкретный человек, которого послали на бойню, страдает вне зависимости от того, какую историческую силу его вынуждают представлять. Это же, мол, общечеловеческая идея». Второе замечание касалось финальной сцены выстрела Флёры в Гитлера-младенца. В своих воспоминаниях бывший заместитель председателя Госкино СССР Борис Павленок писал:
Такая последняя точка превращала фашизм из социального явления в патологическую закономерность, заложенную, якобы, в человека природой изначально.
Ему вторил Даль Орлов:
Смысл картины мгновенно перекашивался: возможно, зло и предопределяется генетикой, но наш подросток, стреляющий в младенца, смотрелся не мстителем за попранную Родину, а прямым изувером. Нормальный человек, видящий убиение ещё ни в чём не повинного младенца, испытает только ужас и отвращение к стреляющему, каким бы «пострадавшим» его не представлять. Но и с этой позиции Элем не желал сдвинуться. В расстреле младенца ему виделся особый смысл, который не дано было постигнуть никому, кроме как ему и Адамовичу».
О финальной сцене Алесь Адамович писал:
Флёра медлит, не нажимает курок. Женщина с младенцем спокойно и счастливо смотрит на него. Она не знает, ей знать не дано, что её невинный младенец Адольфик, когда вырастет, зальёт кровью и слезами вот таких же младенцев и матерей полмира! А мальчик с винтовкой это знает, он это видел, познал, испытал. Он живёт в мире, где нет имени ненавистнее, для сотен миллионов людей, чем Адольф Гитлер. Что он сделает, этот мальчик, — выстрелит или не выстрелит в младенца Гитлера? Фильм мы собирались закончить — оборвать на вопросе без прямого ответа. У нас допытывались: всё-таки выстрелит? не выстрелит? что этой сценой вы хотите сказать? Реальный Флёра в реальной ситуации, возможно, — и выстрелил бы. После всего! Для таких, как Флёра, фашисты не были людьми…
В интервью, опубликованном в журнале «Огонёк», Элем Климов говорил, что отказ стрелять в Гитлера-младенца цензоры расценили как «всепрощенчество, абстрактный гуманизм, неклассовый подход». После согласования с ЦК партии худсовет «Беларусьфильма», на котором от Госкино СССР присутствовал Даль Орлов, решил остановить работу над фильмом «Убейте Гитлера».
В этот период у режиссёра случился нервный срыв, из-за которого ему пришлось взять перерыв почти на год. В 1979 году в автокатастрофе погибла его жена — Лариса Шепитько. Год спустя — также в автокатастрофе — погиб и Пётр Машеров.
Только в 1984 году Климов смог приступить к съёмкам: в Госкино было принято решение запустить в производство военный фильм, приурочив его к 40-летию Великой Победы. Новое название было придумано буквально «на ходу». Климова вызвали в Госкино, заранее сообщив ему, что слово «Гитлер» в названии присутствовать не может ни в коем случае. По дороге Элем Климов поручил брату Герману Климову, сценаристу, пролистать библейский «Апокалипсис», где были найдены следующие строки (глава 6):
И когда Он снял четвёртую печать, я слышал голос четвёртого животного, говорящий: «Иди и смотри». 
И я взглянул, и вот, конь бледный, и на нём всадник, которому имя «смерть»; и ад следовал за ним; 
И дана ему власть над четвёртою частью земли — умерщвлять мечом и голодом, и мором и зверями земными.

### Подбор актёров
Поскольку со времени первоначального отбора актёров прошло семь лет и исполнитель главной роли уже вырос, подготовительный процесс пришлось начинать сначала. На главную роль режиссёр по-прежнему хотел найти не профессионального актёра, способного привычно защититься от переживаний, а простого мальчика лет четырнадцати. В связи со сложностью образа было просмотрено большое количество кандидатов.
Исполнитель главной роли Алексей Кравченко, по собственному признанию, не собирался участвовать в пробах и отправился туда по просьбе друга, который очень хотел сниматься в кино и попросил поддержать его. На пробах Кравченко попросили изобразить этюд «смерть матери». По его словам, он непроизвольно заплакал так убедительно, что прослезились даже некоторые члены комиссии. Климов же не был окончательно убеждён и дополнительно «тестировал» кандидата на роль. Например, одним из таких тестов стал просмотр кинохроники военных лет, в том числе с кадрами из концлагерей. После просмотра Кравченко был предложен чай с тортом, от которого подросток твёрдо отказался. Этот отказ оправдал ожидания режиссёра, испытывавшего будущего исполнителя на способность искренне пропустить чужое горе и страдания через себя. Для роли Алексею пришлось сильно похудеть. Он был посажен на жёсткую диету, но сам решил, что этого недостаточно, и начал бегать на большие расстояния, чтобы лучше сформировать образ измождённого ребёнка.
На роль Глаши была утверждена студентка художественного училища Ольга Миронова, которую, как и Алексея Кравченко, Климов отобрал, рассчитывая не столько на мастерство исполнения, сколько на глубину и чистоту личностных переживаний в предложенных трагических обстоятельствах. Для Мироновой «Иди и смотри» стал первым и последним участием в кино. Окончив училище, «Глаша» стала школьной учительницей.
Если в 1977 году Климов предусматривал участие известных актёров (например, Стефании Станюты и Алексея Петренко), то в 1984 году он предпочёл выбрать совершенно неизвестные лица. Руководствуясь принципом снимать в предельно подлинных обстоятельствах, режиссёр позже утвердился во мнении, что работа с непрофессионалами полностью себя оправдала. Например, сожжённого заживо старосту деревни сыграл местный деревенский житель Казимир Рабецкий, в войну находившийся на том же острове, где проходили съёмки. Его предсмертный монолог был снят без запинок и необходимости переозвучивать, а Климов позже отзывался об этом случае как об «актёрском подвиге».

### Съёмочный процесс
Съёмки фильма проходили в хронологическом порядке в течение девяти месяцев в Березинском заповеднике, в окрестностях деревни Каменка. В этот период Элем Климов был единственным членом съёмочной группы, который ни на день не оставлял место натурных съёмок из боязни утратить связь с трагедией. В ходе работы он регулярно перечитывал книгу «Я из огненной деревни», отзываясь о ней как о лакмусовой бумаге, не позволившей ему ни на йоту соврать в фильме. Впрочем, режиссёр предпочёл ограничить количество страшных деталей геноцида, в изобилии описываемых в произведении:
Фильм получился сдержанный… Там можно было такого наворотить… Но это точно уже никто не стал бы смотреть.
Несмотря на мотивацию, богатый опыт и хорошую подготовку к съёмкам, Климов признавался, что снимали «долго и непроизводительно». Из-за отсутствия опыта у Кравченко он был вынужден тратить много времени на объяснения. В связи с этим сам Кравченко впоследствии отмечал высокий профессионализм и сдержанность режиссёра, который ни разу не повысил на него голос. Было необходимо подготовить юного актёра к сложнейшим переживаниям и в то же время защитить его от стрессов. Для этого Климов с психологами и гипнологами заранее разработал подробную систему психологической защиты, включавшую тестирование и вход в подсознание, насыщение знанием и разгрузку во избежание психических нарушений. Подростку не раз приходилось балансировать на грани между здравым рассудком и сумасшествием. Позднее он признался Климову, что во время съёмок сцены в амбаре «чуть не сошёл с ума», хотя в дальнейших интервью утверждал, что никакого стресса на съёмках не испытывал. Сильное впечатление произвела на Кравченко и сцена с коровой: на съёмках использовались боевые трассирующие патроны, и при попадании одной из выпущенных пуль животное встало на дыбы, чуть не задавив актёра. Из-за полученного ранения корова скончалась прямо на съёмочной площадке. Позже в прессе появились слухи, что молодой актёр подвергался гипнозу, но он лично это отрицал. По словам Кравченко, на съёмках присутствовал только детский психолог, поскольку шла тяжёлая работа, и режиссёр боялся нервных срывов. Вместо гипноза использовался аутотренинг, которым Климов занимался сам и настоял, чтобы Кравченко тоже этому научился. Единственным случаем, когда режиссёр хотел использовать гипноз, была съёмка сцены на болоте, где Флёра пытается утопиться в грязи. Здесь от гипноза уже отказался сам Кравченко, сыграв сцену с одного дубля.
- Режиссёр — Элем Климов
- Сценаристы — Элем Климов, Алесь Адамович
- Оператор —  Алексей Родионов
- Композитор —  Олег Янченко
- Звукорежиссёр — Виктор Морс
- Монтаж —  Валерия Белова
- Художники — Виктор Петров, Элеонора Семёнова
- Художник-гример — Александр Журба

Помимо боевых патронов в фильме использовались и настоящие снаряды. Связано это было со стремлением Климова к подлинности. Изначально планировалось использование пиротехники и взрывпакетов, но после нескольких дублей режиссёр с оператором пришли к выводу, что такие взрывы выглядят ненатурально. После этого применялись настоящие снаряды, значительно увеличив степень риска для актёров. Для безопасности актёров и операторской группы во время съёмки сцены обстрела трассирующими пулями они находились за бетонной плитой высотой 1,5 и шириной 5 метров.
Поскольку в съёмках принимало участие большое количество непрофессиональных актёров, среди которых были и пожилые люди, Климов испытывал сильный душевный дискомфорт, заставляя их вновь переживать войну. Режиссёр считал, что, несмотря на то что у белорусов «геноцид в генах», поистине сыграть это им не позволяет «механизм психологической защиты» — способность человеческого организма забывать тяжёлые потрясения. В связи с этим Климову приходилось предпринимать неожиданные шаги. Например, на съёмках сцены сожжения деревни массовку — местных жителей — согнали в амбар, но нужного накала эмоций никак не удавалось добиться. Кто-то из съёмочной группы пустил слух, что «киношники могут и всерьёз сжечь», а один из актёров, игравших немцев, дал в воздух очередь из автомата. В результате, по словам Климова, «из амбара раздался такой человеческий вой, сымитировать который было бы не под силу ни одному актёру». В заключительном эпизоде этой же сцены в амбаре было оставлено несколько человек, которые должны были высовываться в окна и трясти ворота, а по мере разгорания пожара выйти через заднюю дверь. Когда они уже вышли, Евгений Тиличеев, сыгравший переводчика-коллаборациониста, в шутку сказал, что в амбаре осталось «всего человек семь», тем самым спровоцировав бурю эмоций. С более молодыми актёрами массовки возникла проблема несколько другого рода: многие парни и девушки, приглашённые играть партизан, поначалу часто веселились и к работе относились несерьёзно. По совету Алеся Адамовича Климов включил через усилитель песни военного времени, которые эффективно настроили актёров на рабочий лад. В ущерб подлинности пришлось отказаться от белорусского языка. По словам Алексея Кравченко, на озвучивании было принято решение «сделать такой мутант русского и белорусского, потому что, если бы я говорил на чистом белорусском, никто ничего бы не понял».
Не обошлось на съёмках и без курьёзных эпизодов. Чтобы подчеркнуть тяжесть бед, пережитых подростком, режиссёр решил поменять главному герою цвет глаз с синих на карие, для чего были использованы контактные линзы. По воспоминаниям Алексея Кравченко, он не знал, что это такое, и на решение Климова «установить линзы» отреагировал спокойно, подумав, что это разновидность осветительных приборов. Оказавшись у офтальмолога и узнав суть режиссёрского указания, актёр испытал неподдельный ужас. К слухам о настоящей седине и нарушениях психики Кравченко до сих пор относится с юмором, воспринимая их как высокую оценку своего актёрского мастерства. Почвой для слухов о седине стало высокое качество гримировочной краски, использовавшейся для превращения мальчика в старика. Для создания образа использовали так называемый «серебряный грим» (англ. Silver Interference Grease-Paint) производства компании Kryolan Brandel. При этом под обычный грим наносился слой серебра, изменявший характер отражения света. Быстро привести волосы в прежний вид оказалось невозможно, и Кравченко по окончании съёмок вернулся домой седым, проходив в таком виде ещё какое-то время.
На съёмках была использована радиоуправляемая модель самолёта-разведчика «Focke-Wulf Fw 189 Uhu» с размахом крыльев 2,5 метра. Устройством управляли мастера авиамодельного спорта СССР А. Харламов и В. Беляев. Чтобы избежать впечатления «игрушечности» на экране, оператор Родионов применил ускоренную киносъёмку с частотой 70 кадров в секунду специальным аппаратом «Темп» 1СКЛ. Фильм снят наполовину на импортной негативной киноплёнке «Eastman Kodak 5293», а остальная часть на советские «ДС-5м» и «ЛН-8». В сцене фотографирования использована дополнительная дозированная засветка с переменной экспозицией, что позволило имитировать появление солнца и создать иллюзию выцветшей старой фотографии.

### Неснятая сцена
Впоследствии Элем Климов в интервью сожалел о том, что ему не удалось снять кульминационную сцену фильма. В своё время именно она вызвала возражения цензоров. Бывший заместитель председателя Госкино СССР Борис Павленок вспоминал:
В центре картины стояла принципиально неприемлемая сцена «Круговой бой», где и немцы, и партизаны, очумев от крови и ярости, уже потеряли человеческий облик, оказались равно жестокими и бессильными. Вольно или невольно, они уравнивались в ответственности за кровавое действо.
По словам Климова, именно из-за этой сцены он выбрал название «Иди и смотри». Однако организация съёмок была далеко не идеальной, и времени осуществить задуманное в полной мере не хватило. Фильм снимался в хронологической последовательности, и для решения режиссёрских задач исполнитель главной роли, непрофессиональный актёр, должен был постепенно пройти страшный путь своего героя. Последовательная духовная перемена Кравченко-Флёры стоила рабочему процессу лишних полутора месяцев, и съёмки «упёрлись» в зиму: финальный уход партизан уже снимался в заснеженном лесу. Впрочем, Климов вспоминал, что в дальнейших разговорах с Адамовичем пришёл к выводу, что зрители могли бы и не выдержать этой сцены:
Это апокалипсическая сцена на гигантском торфяном болоте с лесом, чудом сохранившимся на нём, вокруг которого идёт бой равных сил: немцев и партизан, — никуда в сторону нельзя шагнуть, уйти, ускакать, потому что провалишься в горящий торф, как в ад, и нет этому бою конца, бой идёт до полного уничтожения. Солнце как бы остановилось над лесом и ждёт, когда люди добьют друг друга. А тут же мирные жители, и коровы, и дети, и раненые — одним словом, конец света.

## Реакция и признание
Премьера фильма «Иди и смотри» состоялась летом 1985 года на Московском международном кинофестивале, где он был удостоен «Золотого приза» и отмечен премией ФИПРЕССИ. В советский кинопрокат фильм вышел 17 октября 1985 года и по результатам 1986 года занял шестое место: его просмотрели 29,8 млн зрителей. В последующие три года фильм демонстрировался в одиннадцати странах, преимущественно европейских, но также был показан в Северной Америке и в Азии. По словам Климова, за рубежом фильм показался настолько шокирующим, что во время сеансов у кинотеатров дежурили кареты «скорой помощи», увозя слишком впечатлительных зрителей. На одном из обсуждений фильма пожилой немец сказал: «Я солдат вермахта. Больше того — офицер вермахта. Я прошёл всю Польшу, Белоруссию, дошёл до Украины. Я свидетельствую: всё рассказанное в этом фильме — правда. И самое страшное и стыдное для меня — что этот фильм увидят мои дети и внуки».
По опросу читателей журнала «Советский экран» «Иди и смотри» был признан лучшим фильмом 1986 года, а впоследствии утвердился во многих кинорейтингах, в том числе и зарубежных. Фильм удерживает рейтинг в 97 процентов «свежести» по шкале Rotten Tomatoes. По версии журнала Time Out, он занимает шестую строчку в списке «50 лучших военных фильмов всех времён», одновременно являясь лучшим фильмом о Второй мировой войне. В 2008 году другой британский журнал — Empire — включил его в список «500 величайших фильмов всех времён» под номером 60. По результатам опроса, проведённого в 2012 году британским журналом Sight & Sound среди режиссёров, он занял 30 место в списке лучших фильмов всех времён. В августе 2019 года американский кинотелепортал «Screen Rant» составил подборку десяти лучших фильмов о Второй мировой войне; «Иди и смотри» занял в списке первую строчку.
После выхода фильма на экран Климов впервые получил возможность выезжать за границу, в разных странах стали проходить его ретроспективы. Режиссёр говорил, что, несмотря на неимоверный психологический подъём, его стало преследовать чувство, что в кино он уже всё перепробовал. Тогда он вернулся к идее экранизировать роман Михаила Булгакова «Мастер и Маргарита», в чём ему ранее отказал лично председатель Госкино Филипп Ермаш. В соавторстве со своим братом Элем Климов написал сценарий, но в ходе перестройки он был избран первым секретарём правления Союза кинематографистов СССР. Для Климова это избрание оказалось полной неожиданностью, но он не отказался от новой роли и приступил к перестройке системы кинопроизводства и кинопроката в Советском Союзе. Эта деятельность фактически поставила крест на его дальнейших творческих планах. Таким образом, «Иди и смотри» стал заключительным фильмом в его режиссёрской карьере.

## Критика
Подавляющее большинство критиков высоко оценивает фильм, хотя некоторые из них связывали показанное на экране с советской пропагандой. Например, критик The Washington Post Рита Кемпли в своей рецензии, датируемой 1987 годом, утверждает, что Климов «перегнул палку» с изображением нацистов как маньяков, а слова карателя «Вас не должно быть. Низшие расы плодят заразу коммунизма» — реверанс в сторону Политбюро. Критик The New York Times Уолтер Гудман, чей отзыв также был опубликован в 1987 году, предостерегает зрителя, что «мощный материал, мощно преподнесённый» Элемом Климовым, сильно затянут. Это создаёт впечатление искусственно стимулируемого давления на психику, из-за которого достигается обратный результат: эффекты перестают оказывать действие. По словам Гудмана, гримасничающий Алексей Кравченко выглядит преимущественно как тело, через которое Климов пытается донести свои эмоции до зрителя. Как и Кемпли, Гудман резко критикует изображение нацистов в фильме как бесчеловечных, трусливых садистов, а эпизод, когда немец, тянущий крестьянку за волосы по земле, деловито останавливается прикурить, критик расценивает как «смакование» зла Климовым. Подобное восприятие не является характерным для иностранных критиков. Например, немецкий критик Андреас Кильб, обозреватель газеты Die Zeit, назвал фильм «впечатляющим примером нового поколения фильмов о войне, выходящих на экраны весной 1987 года, наряду со „Взводом“ Оливера Стоуна и „Письмами мёртвого человека“ Константина Лопушанского: без героев, без победы, без утешения о „высшей необходимости“ о пострадавших и погибших». Впрочем, Кемпли с положительной точки зрения сравнила «галлюцинаторный ад крови, грязи и прогрессирующего безумия» с драмой Фрэнсиса Форда Копполы «Апокалипсис сегодня», а зрелищную «визуальную поэзию» Климова — с «Сибириадой» Андрея Кончаловского. Гудман, в свою очередь, назвал Климова «бесспорным талантом» и «мастером нереального реализма», способным проникнуть вглубь событий за гранью человеческого восприятия. Таким событием критик посчитал, в частности, временную глухоту Флёры, когда звуки внешнего мира для мальчика становятся тише его собственного дыхания.
Джим Хоберман (The Village Voice, 2001) назвал фильм «сильным произведением искусства, стремящимся к провидению». Среди наиболее впечатливших его моментов критик отметил «окаменевшее от страха» лицо Флёры и сожжение деревни, которое он охарактеризовал как «варварский цирк с гремящей музыкой, в котором отряд пьяных немецких солдат выстраивает и отправляет крестьян на ужасную гибель в огне». Коллега Хобермана, Эллиот Стейн (2009) описывает фильм как «поразительную смесь лиричной поэтичности и экспрессионистского кошмара». Иэн Нэйтан (Empire, 2006) оценил игру Алексея Кравченко как «одну из величайших детских актёрских работ всех времён» и охарактеризовал картину как «беспощадный шедевр и гениальную демонстрацию причинной и следственной природ жестокости». Он же, отмечая резкие контрасты между «адом на земле» и неземной красотой, провёл параллели с «величием и безумием „Апокалипсиса сегодня“». Несколько иного мнения придерживались Тим Лотт (The Guardian, 2009) и Фил де Семлен (Empire, 2010): в сравнении с «Иди и смотри» Лотт счёл работу Копполы «легковесной», тогда как де Семлен был более категоричен, заявив, что «ни один фильм — ни „Апокалипсис сегодня“, ни „Цельнометаллическая оболочка“ — не изображают дегуманизирующий эффект войны более отчётливо или ужасно». В то же время российский режиссёр Андрей Эшпай довольно прохладно отозвался о фильме, назвав его «триллером плохого вкуса», хоть и «мощно сделанным».
Том Хаддлстон (Time Out, 2009), с оговоркой, что в кино невозможно полноценно отобразить ужасы войны, заявил, что среди более успешных попыток это сделать, от «Битвы на Сомме» до «Спасти рядового Райана», ни одному режиссёру не удавалось столь близко подойти к цели, как Климову. По словам критика — это совершенно обычный военный фильм, «может, чуть более мрачный», но только до тех пор, пока взрыв бомбы не оглушает Флёру, после чего ему предстоит рухнуть в неизбежный кошмар постоянно растущего безумия. Сцену сожжения деревни Хаддлстон характеризует как одни из «самых свихнувшихся кадров, когда-либо запечатлённых на целлулоид, библейское избиение младенцев», при этом восхищённо отмечая, что грим, превративший румяного подростка в измождённого старика, позволяет зрителю видеть, как ломается психика человека, намного эффективнее, чем любая книга или диалог. Схожие термины использовал и Александр Шпагин, российский критик и историк кино, отметив, что ненависть и злоба, возведённые в абсолют, лишают людей человеческого облика, а абсурдистская шизофрения, задающаяся как код произведения с первых минут экранного времени, продолжается как в действиях, так и в истеричных диалогах героев, независимо от того, на чьей они стороне.
Дениз Янгблад, профессор истории Вермонтского университета и специалист по советской культурной политике, назвала «Иди и смотри» одним из наиболее сильных антивоенных фильмов. В отличие от многих западных критиков, Янгблад рассматривает фильм в первую очередь как знаковое явление для советского кинематографа. Одним из наиболее бросающихся в глаза отличий от традиционного советского военного кино прежних лет Янгблад называет отсутствие какого-либо героизма и приукрашиваний: мать Флёры — не благородная женщина, приносящая себя в жертву ради победы; дети — не розовощёкие ребята, а «дети войны»; партизаны — не благородные герои, которые говорят о защите Родины и милостиво сохраняют жизни пленным, и, наконец, Флёра — «уж точно не герой, а всего лишь ребёнок, слепо продирающийся через апокалипсис». Схожей точки зрения придерживается Скотт Тобиас, критик издания «The AV Club», говоря, что фильм «далёк от патриотического памятника тяжело доставшейся России победе. Наоборот, это леденящее кровь напоминание о том, какой ужасной ценой она досталась». Важной составляющей фильма, по утверждению критика Майи Туровской, являются личные переживания его создателей: военные воспоминания Адамовича и личная боль Климова от утраты жены.
Роджер Эберт (Chicago Sun-Times) в рецензии 2010 года назвал последнюю работу Климова «одним из самых опустошающих фильмов о войне», где, по его предположению, «живые, должно быть, завидуют мёртвым». Отметив, что в советском кинематографе тематика Гитлера была достаточно безопасной и удобной в качестве политической аллегории, Эберт признался, что картина — гораздо больше, чем простая аллегория, а лично он едва ли видел фильм, более безжалостно изображающий человеческое зло.

## Культурная ценность

### Художественные образы
«Иди и смотри» показывает характерную для XX века практику массового уничтожения людей, в результате которой гуманистическая философская мысль заново задалась вопросом о возможностях Добра в условиях тотального наступления Зла. Несмотря на то что сама по себе концепция уничтожения людей по какому-либо признаку не нова, фильм Климова охватывает период истории, память о котором остаётся живой во многих странах мира в силу его относительной недавности и беспрецедентных масштабов казней мирного населения. Историческая реальность изображаемых событий, подчёркнутая в документальной точности деревенской жизни, предметов партизанского быта и костюмов героев фильма, дополняет философскую притчу о Добре и Зле, которое взято в момент своего триумфа и доминирует на протяжении почти всего фильма. Редки короткие передышки от ужаса войны, и после них немедленно следует возврат к мучениям: игриво сверкающий в лучах солнца дождь, проливающийся на Флёру и Глашу, быстро сменяется беспощадными разрывами бомб; иллюзорный уют тёплого очага Флёриного дома мгновенно улетучивается при виде распластанных на полу тряпичных кукол, лежащих почти как трупы людей у околицы. Как резюмировал журнал «TimeOut»: «Фильм Климова без каких-либо недомолвок утверждает, что если Бог и есть, то в начале 40-х он брал очень долгий перерыв на обед».
Обострив зрительское восприятие документальной точностью, режиссёр создал иллюзию реальности, насытив образный ряд фильма красочными визуальными метафорами, символизирующими триумф смерти и торжество сил ада: зыбучий песок, набитый трупами; парящий в небе, как ангел смерти, рогатый квадрат немецкого разведывательного самолёта; поле, застеленное густо-серой мглой, из которой, как всадники Апокалипсиса, возникают каратели на мотоциклах с трупом обнажённого расстрелянного человека на прицепе; игривый лори на плече штурмбаннфюрера, будничным тоном отдающего приказ на уничтожение деревни. Не останавливаясь на очевидных аллегориях, режиссёр на протяжении всего фильма выстраивает персонажей и декорации полукруговыми и круговыми мизансценами, олицетворяющими круги ада, которые проходит главный герой. Одной из ключевых здесь является сцена на острове, когда Флёру, только что пытавшегося захлебнуться в жидкой грязи, женщины умывают и совершают постриг, призванный очистить подростка перед входом в новый круг ада. Лишь в самом финале картины приходит «искупление» в виде белого снега, накрывающего землю сродни белым одеждам, которые укутывают святых страдальцев, описанных в Апокалипсисе.
Несмотря на жёсткую привязку к конкретному месту и времени, для фильма характерны масштабные, метафорические обобщения. Главный герой не производит впечатление человека с тонкой душевной организацией, однако его простое лицо и крепкое телосложение позволяют зрителю ассоциировать подростка с обычными людьми, силами которых и была выиграна Великая Отечественная война. Опять же сцена на острове является метафорой, призванной подчеркнуть эту мысль: главный герой чувствует единение с находящимися там людьми и тем самым, по выражению Климова, «несёт тему народа». В то же время Флёра — единственный, кто выходит из сарая, набитого людьми, физически невредимым, что предполагает груз на его совести за то, что он бросил деревенских жителей.
В свою очередь, каратели для режиссёра — не люди, а звери, на время и неумело прикинувшиеся людьми. Их внутренние мотивы, будь то искренняя вера в слова фюрера или страх за собственную жизнь, несмотря на мимолётное упоминание в концовке, не рассматриваются, хотя в повести Адамовича «Каратели» описывались стадии нравственного падения людей, отобранных для участия в убийствах из среды умиравших от голода военнопленных. В фильме каратели даны преимущественно на общих и дальних планах с пластикой и поведением инфернальных существ. Тем не менее, в своей массе убийцы мирных жителей являются важным посредником идей режиссёра, стремившегося показать, во что могут превратиться люди, когда переступают порог нравственности и морали, когда война превращается в тотальное убийство и озверение. Флёра, попадающий в экстремальную ситуацию, как олицетворение народа демонстрирует, насколько силён человек (и народ), который смог вынести такие страдания.
Сцена расстрела Флёрой портрета Гитлера в луже представляет собой квинтэссенцию авторской мысли. Расстреливая полузатонувшую в луже эмблему насилия — портрет Гитлера — Флёра символично поворачивает вспять нацистскую хронику, одновременно прогоняя злую силу, которая зримо уменьшается в масштабах. Тем не менее, последний выстрел, в Гитлера-младенца, Флёра не может произвести: он не ожесточился и не уподобился своим врагам, вопреки всему, что пережил. Такая концовка, по мнению критиков Марины Кузнецовой и Лилии Маматовой, чётко выводит фильм из гиперреалистичного начала в традиционно-реалистический план, заставляя зрителя воспринимать Флёрин жест как свидетельство неиссякающей нравственной силы героя. Литературовед Юрий Карякин расценил это как «великую метафору гуманизма, в котором слились воедино мудрость, благородство, одоление, казалось бы, абсолютно неодолимого, а ещё, главное, непосредственность детского доверчивого взгляда, сохранившегося, несмотря ни на что». «Энциклопедия кино» подводит итог:
Флёра видит перед собой не монстра, а младенца, ни в чем не повинного, сидящего на руках у матери. И Флёра опускает винтовку. Звучит моцартовский «Реквием». Нашему взору открывается чистое небо. Что это? Победа? Или поражение? Так или иначе последний эпизод остаётся загадкой. Безусловно только одно: даже предельная, нечеловеческая жестокость и злоба не в силах погубить жизнь в её истоках.

### Кинематографические приёмы
Для донесения своих мыслей до зрителя Элем Климов выбрал новую методику, охарактеризовав её как «сверхкино». Данный подход руководствуется принципами «гиперреализма» — чрезмерной концентрацией на деталях и объектах реальной жизни с характерным отсутствием авторских эмоций. Техническая реализация такого творческого подхода была осуществлена посредством системы стабилизации камеры «Стэдикам», которая появилась в советском кинопроизводстве лишь за несколько лет до этого и почти не использовалась. Несмотря на сломанный телевизир системы, предоставленной «Беларусьфильмом», Родионов прекрасно отснял сцены в движении, приспособив оптический видоискатель от советской камеры «СК-1».
Поскольку съёмка с движения, одно из главных выразительных средств современного кинематографа, чревата тряской и колебаниями изображения, на съёмках «Иди и смотри» применялся один из двух комплектов «Стэдикам», закупленных у компании «Cinema Products» за валюту. Это устройство позволило оператору Алексею Родионову стабилизировать кадр, придав камере роль холодного, отчуждённого свидетеля ужасающих событий. Подобная отстранённая аналитичность, по выражению сценариста и критика Марины Дроздовой, позволила выполнить радикальные постановочные задачи с холодной скрупулёзностью. Визуальный радикализм, продемонстрированный в фильме, был чужд советскому кино середины 1980-х, в результате чего Элему Климову и его соавторам вменяли в вину натуралистичность кульминационных сцен. Визуальные приёмы, такие как длинный план и панорамная съёмка, в сочетании с «виртуозным», по утверждению Дениз Янгблад, звуковым сопровождением фильма приводят к тому, что после уничтожения деревни наступившая тишина становится «оглушающей». Отвечая на критику шоковой эстетики фильма, Климов говорил, что народ не забыл ужасов войны, и эта память продолжает жить в генах детей и внуков, тем более что на момент создания картины были живы многие из тех, кто сам пережил изображаемые события.
Особое внимание в фильме уделено оригинальному звуковому сопровождению, автором которого стал композитор Олег Янченко. Основным музыкальным инструментом главной темы является орган, но развитие сюжета зачастую сопровождается необъяснимыми шумами, а также внезапными фрагментами искажённой музыки, будто сыгранной на дребезжащих, расстроенных инструментах. Одним из ярких примеров необычного сочетания звуков является временная контузия Флёры после разрыва бомбы, когда в восприятии оглушённого подростка далёкие отзвуки органа перемежаются звоном птичьих голосов и жужжанием насекомых, тогда как сквозь них назойливо пробивается пронзительный свист. Многократное наслоение звуков усиливает воздействие сцены сожжения деревни, когда дым от горящего здания поднимается к чёрному небу вместе с отчаянным криком и плачем жертв под смех карателей и рокот техники, формируя своеобразную «апокалиптическую симфонию». При озвучивании некоторых сцен для создания нужного эффекта одновременно использовались несколько десятков исходных фонограмм. Например, фонограмма, сопровождающая кинохронику и сцену расстрела портрета Гитлера «собрана» из 80 магнитных лент с диалогами и репликами и 20 шумовых записей.
Иногда мелодия Янченко смешивается с известными музыкальными произведениями (например, «На прекрасном голубом Дунае» Иоганна Штрауса). Документальные кадры в финале сопровождаются «Полётом валькирий» Рихарда Вагнера, тогда как Глаша танцует под музыку из фильма Григория Александрова «Цирк». Заканчивается фильм «Реквиемом» Моцарта, о чём Роджер Эберт написал следующие строки:
Правда ли, что зрители требуют какого-то высвобождения или катарсиса? Что мы не можем принять фильм, оставляющий нас без надежды? Что мы силимся найти духовный подъём в трясине злобы? Тут есть любопытная сцена в лесу, с солнцем, падающим сквозь листья, когда саундтрек, до этого мрачный и скорбный, внезапно высвобождается в Моцарта. Что это означает? Я думаю, это фантазия, но не Флёры, который, наверно, никогда не слышал такой музыки. Моцарт снисходит в фильм как deus ex machina, чтобы поднять нас из его отчаяния. Мы можем принять это, если хотим, но это ничего не изменит. Это как ироническая насмешка.

### Значение
По мнению Александра Шпагина, Климов своим фильмом совершил «прыжок вверх», когда собрал распространённые мотивы и штампы советского военного кинематографа и «вывел их в метафизическую перспективу Ада». Шпагин считает, что Климов «закрыл тему войны в российском кино едва ли не на пятнадцать лет»: следующими значимыми произведениями, по его мнению, стали «Кукушка» и «Свои». Картина оказала влияние и на признанных мастеров режиссуры. Эффект «глухоты» и звона в ушах, испытываемого Флёрой после разрыва снаряда неподалёку, использовался Стивеном Спилбергом в военной драме «Спасти рядового Райана». Немецкий журнал Ikonen также отметил влияние ленты на более позднее творчество режиссёра Терренса Малика. Обладатель премии «Оскар», британский оператор Энтони Дод Мэнтл считает операторскую работу Алексея Родионова в фильме величайшей в истории, в особенности отмечая мастерство постановки финальных сцен.

## Награды
| Дата | Церемония                                                           | Место               | Премия                                                          | Лауреаты и номинанты | Результаты |
| ---- | ------------------------------------------------------------------- | ------------------- | --------------------------------------------------------------- | -------------------- | ---------- |
| 1985 | XIV Московский кинофестиваль                                        | Москва, СССР        | «Золотой приз»                                                  | Элем Климов          | Победа     |
| 1985 | XIV Московский кинофестиваль                                        | Москва, СССР        | Приз ФИПРЕССИ                                                   | Элем Климов          | Победа     |
| 1985 | I Международный кинофестиваль «Фестроя»                             | Сетубал, Португалия | Специальный приз                                                | «Иди и смотри»       | Победа     |
| 1986 | XIX Всесоюзный кинофестиваль                                        | Алма-Ата, СССР      | Главный приз жюри                                               | Элем Климов          | Победа     |
| 1986 | XIX Всесоюзный кинофестиваль                                        | Алма-Ата, СССР      | Приз «За лучшее звуковое решение»                               | Виктор Морс          | Победа     |
| 1986 | XIX Всесоюзный кинофестиваль                                        | Алма-Ата, СССР      | Приз «За лучшее изобразительное решение»                        | Алексей Родионов     | Победа     |
| 1986 | XIX Всесоюзный кинофестиваль                                        | Алма-Ата, СССР      | Приз «За лучшее изобразительное решение»                        | Виктор Петров        | Победа     |
| 1986 | «Лучший фильм года» по результатам опроса журнала «Советский экран» | Москва, СССР        | Первое место                                                    | «Иди и смотри»       | Победа     |
| 2017 | Венецианский кинофестиваль                                          | Венеция, Италия     | Приз «Венецианская классика» за лучший отреставрированный фильм | «Иди и смотри»       | Победа     |

## Цифровое издание
- DVD диск издания RUSCICO (2001) — 2 диска
- Формат: 1,33:1 (полный экран)
- Dolby Digital 5.1 (английская/русская/арабская дорожки)
- Субтитры: английский, французский, испанский, русский языки

В 2001 году компанией RUSCICO фильм был выпущен на DVD в двухдисковом издании с дополнительными материалами. Специалисты сайта dvdreview.com раскритиковали издание за низкое качество изображения, отметив смазанные цвета и наличие цифрового шума. Аудиодорожка на DVD удостоилась большей похвалы, но всё равно продемонстрировала определённые недостатки. Например, указана слабость звукового оформления диалогов (при просмотре звук исходит из всех динамиков сразу, аннулируя преимущества стереозвуковой системы). Положительным аспектом DVD рецензенты назвали наличие дополнительных материалов, в которые входят интервью с Элемом Климовым, Алексеем Кравченко и с художником картины — Виктором Петровым. Дополнительные приложения на диске включают два документальных сюжета «Партизаны в Белоруссии» и «Зверства нацистов», которые наглядно демонстрируют жесточайшие реалии Восточного фронта. Суммируя отзыв, редакторы сайта поставили низкие оценки RUSCICO за техническую реализацию DVD, но благосклонно отозвались о самом факте издания картины в цифровом формате, так как некоторые технические недостатки успешно компенсируются «мощностью» самого фильма.

## Реставрация
1 сентября 2017 года на 74-м Венецианском кинофестивале в ретроспективной секции «Венецианская классика» состоялась премьера отреставрированной «Мосфильмом» копии «Иди и смотри», её продюсером выступил российский кинематографист Карен Шахназаров. Картина получила приз за лучший отреставрированный фильм.